# Верделлю
Верделлю (порт. Verdelho; в радянській літературі Вердьольо або Вердельо) — сорт винограду, що використовується для виготовлення білих вин.

## Географія
Належить до еколого-географічної групи західноєвропейських сортів винограду. Вирощують переважно в Португалії, на острові Мадейра, а також у Криму та Закавказзі, на північному заході Іспанії. Є невеликі за площею насадження у регіоні Анжу у долині Луари (західна Франція). Порівняно недавно вирощується в Австралії.

## Основні характеристики
Сила зростання лози середня. Лист середній, п'ятилопатевий, рідше трилопатеві. Квітка двостатева. Гроно середнє або дрібне (90-120 г). Ягоди середньої величини, округлі. Насіння в ягоді зазвичай два. Урожайність цього сорту винограду сильно залежить від умов, але як правило не висока. Належить до сортів середньо-пізнього періоду дозрівання.
Сорт даного винограду слабо уражається мильдью і сірою гниллю ягід, але сильно оідіумом.
Припускають, що Верделлю і Гувей один і той же сорт винограду.

## Використання
Цей виноград був одним із найпопулярніших, традиційно вирощуваних на Мадейрі з моменту його появи в XV столітті. Сорт є основою для створення вин: десертних, столових, кріплених. На батьківщині — острові Мадейра входить до складу одного з двох офіційних вин — Атлантіс вайт.